# Rhythm and blues latino
Le rhythm and blues latino, aussi abrégé RnB latino (également connu sous le nom de RnB espagnol), est un genre de RnB ayant émergé en Amérique latine et aux États-Unis. Il s'agit d'un sous-genre musical du RnB américain contemporain et de la soul latino qui s'inspire également du dancehall. Le genre commence à gagner en popularité à la fin des années 2010 et se répand depuis dans toute l'Amérique latine.

## Caractéristiques
Les voix sont principalement chantées et parfois rappées, en espagnol. Les paroles du RnB latino parlent souvent de tristesse, de chagrin d'amour et de sexe.

## Histoire
Le RnB latino trouve ses racines dans les chansons pop latines influencées par le RnB américain et le new jack swing, comme la chanson Donde quiera que estés de Selena/Barrio Boyzz, sortie en 1994.
Selon le magazine Rolling Stone, les singles en espagnol d'Alex Rose, de Rauw Alejandro et de Paloma Mami, qui s'inspirent du RnB, atteignent un public mondial. En Amérique latine, le genre devient populaire avec Toda d'Alex Rose, Pa Mi et Cuaderno de Dalex, et surtout Otro Trago de Sech, qui a atteint la première place en Espagne, en Argentine, en Colombie et au Mexique. Aux États-Unis, Otro Trago est en tête du classement Billboard Hot Latin Songs et atteint la 34e place du Billboard Hot 100,,,.